# Irueste
Irueste ist ein Ort und eine Gemeinde (municipio) mit 86 Einwohnern (Stand: 2024) im Südwesten der Provinz Guadalajara in der Autonomen Gemeinschaft Kastilien-La Mancha. 

## Lage und Klima
Irueste liegt in einer Höhe von ca. 840 m in der Kulturlandschaft der Alcarria. Die Entfernung zur westnordwestlich gelegenen Provinzhauptstadt Guadalajara beträgt etwa 19 Kilometer (Fahrtstrecke). Das Klima ist gemäßigt bis warm; Regen (578 mm/Jahr) fällt übers Jahr verteilt.

## Bevölkerungsentwicklung
| Jahr      | 1970 | 1981 | 1991 | 2001 | 2011 | 2021 |
| Einwohner | 167  | 100  | 70   | 67   | 62   | 82   |

## Sehenswürdigkeiten
- Kirche der Unbefleckten Empfängnis
- Christuskapelle